# Aksiel Berg
Aksiel Iwanowicz Berg (ros. Аксель Иванович Берг; ur. 29 października?/10 listopada 1893 w Orenburgu, zm. 9 lipca 1979 w Moskwie) – rosyjski radiotechnik, admirał inżynier. Specjalizował się w dziedzinie lampowych generatorów drgań elektrycznych. Był członkiem Akademii Nauk ZSRR. Bohater Pracy Socjalistycznej.

## Życiorys
Swoją służbę rozpoczynał w Marynarce Wojennej Imperium Rosyjskiego, po rewolucji październikowej kontynuował służbę w radzieckiej Marynarce Wojennej. Oprócz radiotechniki interesował się także mikroelektroniką oraz cybernetyką.
Od września 1953 był zastępcą Ministra Obrony ZSRR do spraw radiolokacji, jednocześnie od 1951 zastępcą dyrektora, a w latach 1953–1954 dyrektorem Instytutu Radiotechniki i Elektroniki Akademii Nauk ZSRR. W maju 1957 na własną prośbę ze względu na stan zdrowia został zwolniony ze stanowiska zastępcy Ministra Obrony.